# Pseudostichopus spiculiferus
Pseudostichopus spiculiferus is een zeekomkommer uit de familie Synallactidae.
De wetenschappelijke naam van de soort werd in 2002 gepubliceerd door Mark O'Loughlin.